# Ground Based Strategic Deterrent
Il Ground Based Strategic Deterrent (GBSD) è un sistema missilistico balistico intercontinentale terrestre statunitense attualmente in fase iniziale di sviluppo. Dal 2029 in poi sostituirà i 450 missili Minuteman III in servizio nell'Aeronautica degli Stati Uniti.

## Storia
Nel luglio 2016 la divisione GBSD dell'ICBM Systems Directorate dell'Air Force Nuclear Weapons Center, ha presentato una richiesta di proposta per lo sviluppo e manutenzione di un missile balistico intercontinentale nucleare di nuova generazione. Il GBSD sostituirebbe il Minuteman III, entrato in servizio nel 1970, nella triade nucleare statunitense. Si stima che i nuovi missili, che saranno introdotti gradualmente durante oltre un decennio dalla fine del 2020, costino circa 86 miliardi di dollari per un ciclo di vita di cinquant'anni. Boeing e Northrop Grumman hanno gareggiato per il contratto.
L'8 settembre 2020 lo United States Department of the Air Force ha assegnato a Northrop Grumman un contratto da 13,3 miliardi di dollari per lo sviluppo del missile balistico intercontinentale GBSD.